# Остров Джонсона (Антарктида)
Остров Джонсона (англ. Johnson Island) — покрытый льдом антарктический остров размерами 17 км на 9 км. Лежит в пределах шельфа Аббота, примерно в 26 километрах юго-восточнее острова Дастин. Остров был обнаружен с корабля USS Glacier (AGB-4) в феврале 1961 и отмечен как поднятие льда. Позднее на основе аэрофтоснимков ВМС США его положение на карте было скорректировано геологической службой США. Остров был назван в честь Теодора Джонсона, инженера-электрика, работавшего на станции Бэрд.